# Liste von Sakralbauten im Landkreis Main-Spessart
Die Liste von Sakralbauten im Landkreis Main-Spessart listet Kirchen, Kapellen und sonstige Sakralbauten im unterfränkischen Landkreis Main-Spessart auf.

## Liste
| Abbildung | Inneres | Name                                            | Konfession              | Gemeinde / Ortsteil                      | Bauzeit           | Bauzeit / Bemerkung |
| --------- | ------- | ----------------------------------------------- | ----------------------- | ---------------------------------------- | ----------------- | --- |
|           |         | Stadtkirche St. Nikolaus                        | röm.-kath.              | Arnstein                                 | 1617 (15. Jh.)    | Saalkirche mit eingezogenem Dreiseitchor und Chorflankenturm mit Haube und Laterne, Giebelfassade mit hoher Freitreppe, gotischer Kern 15. Jahrhundert, Langhaus 1617, barocke Erweiterung und Freitreppe 1722, Turm 1725–29 |
|           |         | Pfarr- und Wallfahrtskirche Maria Sondheim      | röm.-kath.              | Arnstein                                 | 15.–16. Jh.       | Einschiffige Saalkirche mit Satteldach und fluchtendem 5/8-Chor, ursprünglich als dreischiffige Staffelhalle geplant, an den Längsseiten Kapellenanbauten mit Pultdach sowie niedriger Chorseitenturm mit Spitzhelm, Putzfassade mit gotischen Maßwerkfenstern und umlaufenden Strebepfeilern, 15./16. Jahrhundert, Turm 16. Jahrhundert, Umgestaltung 18. Jahrhundert, neugotische Restaurierung 1892/93 |
|           |         | Christuskirche                                  | ev.-luth.               | Arnstein                                 | 1903              | Satteldachbau mit eingezogener Rundapsis und Fassadeneckturm mit Pyramidendach, einfache Sandsteingliederungen, neuromanisch, bezeichnet „1903“ |
|           |         | Mariä Himmelfahrt und St. Ägidius               | röm.-kath.              | Arnstein Altbessingen                    | 1614–17           | Satteldachbau mit eingezogenem Dreiseitchor und quadratischem Chorflankenturm mit Spitzhelm, Putzmauerwerk mit Spitzbogenfenstern, nachgotisch, 1614–17 |
|           |         | St. Jakobus der Ältere                          | röm.-kath.              | Arnstein Binsbach                        | 1733              | Saalkirche mit Satteldach und eingezogenem Dreiseitchor, mit geohrten Sandsteinrahmungen, Chorreiter mit welscher Haube, barock, bezeichnet „1733“ |
|           |         | St. Nikolaus                                    | röm.-kath.              | Arnstein Binsfeld                        | 1719              | Saalkirche mit Satteldach und eingezogenem Dreiseitchor sowie Chorflankenturm mit Spitzhelm, Putzmauerwerk mit Sandsteingliederungen, barock, ab 1719 |
|           |         | Mariä Heimsuchung und St. Nikolaus              | röm.-kath.              | Arnstein Büchold                         | 1619–22           | Doppelturmkirche Saalkirche mit Satteldach und eingezogenem Chor zwischen Turmpaar mit Zeltdächern, Spätrenaissance, 1619–22, mit älteren Bauteilen |
|           |         | St. Laurentius                                  | röm.-kath.              | Arnstein Gänheim                         | 1971 (1639)       | Quadratischer Turm mit Schieferhaube und Laterne, Putzmauerwerk mit Sandsteinrahmungen, 1639 über älterem Kern, sonst Neubau von 1971 |
|           |         | St. Sebastian                                   | röm.-kath.              | Arnstein Halsheim                        | 1811 (1600)       | Satteldachbau mit eingezogenem Rechteckchor und geschweiftem Blendgiebel sowie seitlichem Turm mit Spitzhelm, Klassizismus, 1811, Umbau 1885, Turm im Kern nachgotisch um 1600 |
|           |         | St. Margareta                                   | röm.-kath.              | Arnstein Heugrumbach                     | 1601              | Chorturmkirche mit Satteldach und hohem Spitzhelm, nachgotisch um 1601, Verlängerung bezeichnet „1882“ |
|           |         | St. Markus und St. Ulrich                       | röm.-kath.              | Arnstein Müdesheim                       | 1748              | Chorturmkirche mit Satteldach und Blendgiebel sowie Chorturm mit Spitzhelm, Putzmauerwerk mit Sandsteingliederungen, Rokoko, 1748, nachgotischer Turm Anfang 17. Jahrhundert |
|           |         | St. Michael                                     | röm.-kath.              | Arnstein Neubessingen                    | 1733              | Saalkirche mit eingezogenem Dreiseitchor und Satteldach sowie Giebelreiter mit Spitzhelm, Putzfassade mit geohrten Sandsteinrahmungen, barock, bezeichnet „1733“ |
|           |         | St. Johannes Baptist                            | röm.-kath.              | Arnstein Reuchelheim                     | 1750              | Saalkirche mit geschweiftem Blendgiebel und eingezogenem Dreiseitchor sowie Chorflankenturm mit Zwiebelhaube, Rokoko, 1750 |
|           |         | St. Wendelin                                    | röm.-kath.              | Arnstein Sachserhof                      | 1889              | Kleiner Rechteckbau mit Satteldach und Dreiseitchor sowie Blendgiebel und Giebelreiter mit Spitzhelm, Putzmauerwerk mit Sandsteingliederungen, neugotisch, 1889 |
|           |         | St. Michael                                     | röm.-kath.              | Arnstein Schwebenried                    | 1752–54 (1600)    | Saalkirche mit eingezogenem Dreiseitchor und Schweifgiebel sowie Chorseitenturm mit Spitzhelm, Rokoko, 1752–54, nachgotischer Turm um 1600 |
|           |         | Sieben Schmerzen Mariens                        | röm.-kath.              | Aura im Sinngrund                        | 1920              | Saalkirche mit eingezogener Rundapsis und Vorhalle, Walmdach mit verschiefertem Hauben-Dachreiter, Putzmauerwerk mit Rustikagliederungen, Heimatstil, 1920 |
|           |         | St. Valentin                                    | röm.-kath.              | Birkenfeld                               | 1841 1611         | Teilweise verputzte Saalkirche mit Satteldach sowie eingezogenem Chor mit Rundapsis, seitlicher Turm mit Spitzhelm, romanisches Erdgeschoss des Turmes 12./13. Jahrhundert, nachgotische Aufstockung mit Spitzhelm um 1611, neuromanisches Langhaus bezeichnet „1841“, neobarocke Vorlaube mit Treppenturm erstes Viertel 20. Jahrhundert |
|           |         | Evangelische Kirche                             | ev.-luth.               | Birkenfeld Billingshausen                | 12./13. Jh. 1585  | Saalkirche mit Satteldach und verschiefertem Dachreiter mit Spitzhelm, Putzfassade mit spitz- und rundbogigen Sandsteinrahmungen, im Kern romanisch 12./13. Jahrhundert, nachgotischer Umbau 1585, ehemaliger Chor durch Neubau ersetzt |
|           |         | Hlgst. Dreifaltigkeit                           | röm.-kath.              | Bischbrunn                               | 1886–87           | Saalkirche mit Satteldach und eingezogenem Dreiseitchor sowie Fassadenturm mit Spitzhelm, unverputztes Sandsteinmauerwerk, neugotisch, 1886–1887 |
|           |         | Herz Mariä                                      | röm.-kath.              | Bischbrunn Oberndorf                     | 1803              | Kleiner Rechteckbau mit Dreiseitschluss und Satteldach mit verschiefertem Hauben-Dachreiter, bezeichnet „1803“ |
|           |         | St. Michael                                     | röm.-kath.              | Burgsinn                                 | 1803 1600         | Saalkirche auf kreuzförmigem Grundriss mit Stummelquerhäusern, Satteldächer mit flachem Zeltdach über der breiten Vierung, seitlicher Turm mit Spitzhelm, Putzmauerwerk mit Sandsteinrahmungen, nachgotischer Turm um 1600, Langhaus im Zopfstil 1803, kreuzförmige Erweiterung im barockisierenden Jugendstil 1907 |
|           |         | Dreieinigkeitskirche                            | ev.-luth.               | Burgsinn                                 | 1955              | Moderner Saalbau mit freistehendem Glockenturm |
|           |         | St. Burkard                                     | röm.-kath.              | Erlenbach bei Marktheidenfeld            | 1614 1966         | Saalkirche mit Walmdach und eingezogenem Dreiseitchor sowie Chorflankenturm mit steilem Spitzhelm, Putzfassade mit Maßwerkfenstern, nachgotisch, um 1614, verändert 1966 |
|           |         | St. Ägidius                                     | röm.-kath.              | Erlenbach bei Marktheidenfeld Tiefenthal | 1781              | Saalkirche mit eingezogenem Dreiseitchor und Satteldach, verschieferter Giebelreiter mit Haubendach, Spätbarock, Johann Wucherer, 1781 erbaut |
|           |         | St. Margareta                                   | röm.-kath.              | Esselbach                                | 1779              | Saalkirche mit eingezogenem Rundchor und Satteldach sowie flach vortretendem Fassadenturm mit Pyramidendach und Laterne, Putzmauerwerk mit Sandsteingliederungen, Spätbarock, Emanuel Joseph von Herigoyen, bezeichnet „1779“ |
|           |         | Martin-Luther-Kirche                            | ev.-luth.               | Esselbach Steinmark                      | 1951–52           | Bau von dem Architekten Lindenberg aus Aschaffenburg |
|           |         | St. Petrus und Marcellinus                      | röm.-kath.              | Eußenheim                                | 1617–20 13. Jh.   | Saalkirche mit Satteldach und eingezogenem Dreiseitchor sowie quadratischem Chorflankenturm mit Spitzhelm und seitlichem rundem Treppenturm mit Haubendach, Turmunterbau 13. Jh., nachgotische Turmobergeschosse und Langhaus 1617–1620 |
|           |         | St. Veit                                        | röm.-kath.              | Eußenheim                                | 1732              | Einschiffiger Satteldachbau mit eingezogenem Dreiseitchor sowie Giebelreiter mit Haubendach, Putzmauerwerk mit Sandsteingliederungen, barock, bezeichnet „1732“ |
|           |         | St. Bonifatius                                  | röm.-kath.              | Eußenheim Aschfeld                       | 1680              | Teil der ehem. Kirchenburg Saalkirche mit Satteldach und eingezogenem Dreiseitchor sowie Chorflankenturm mit Spitzhelm, barock, bezeichnet „1680“ |
|           |         | St. Nikolaus                                    | röm.-kath.              | Eußenheim Bühler                         | 15. Jh. 1614      | Chorturmkirche mit Satteldach sowie quadratischem Turm mit hohem Spitzhelm, Putzfassade mit Maßwerkfenstern, gotischer Kern 15. Jh., nachgotischer Umbau bez. 1614, neugotische Sakristei 19. Jh. |
|           |         | St. Andreas                                     | röm.-kath.              | Eußenheim Hundsbach                      | 1952 15. Jh.      | Ehemals einschiffige Chorturmkirche mit hohem Spitzhelm über eingezogenem quadratischem Chor, durch Erweiterung und Umorientierung jetzt Saalkirche mit Walmdächern und Dachreiter über kreuzförmigem Grundriss mit neuem Chorraum im Westen, gotischer Turm im Kern 15. Jh., nachgotisches Langhaus bez. 1598, barocke Veränderung 18. Jh., Erweiterung in Anlehnung an den Heimatstil 1952 |
|           |         | St. Martin                                      | röm.-kath.              | Eußenheim Münster                        | 1706–08           | Saalkirche mit eingezogenem Dreiseitchor sowie Chorreiter mit Glockendach, Putzmauerwerk mit Sandsteingliederungen, barock, Christian Hermann und Joseph Greissing, 1706–1708 |
|           |         | Hll. Vierzehn Nothelfer                         | röm.-kath.              | Eußenheim Münster                        | 1682              | Satteldachbau mit kreuzbekrönter Giebelfassade und eingezogener quadratischer Chor mit Treppengiebel, barocker Chor bez. 1682, neugotische Erweiterung und Umbau 1869 |
|           |         | St. Peter und Paul                              | röm.-kath.              | Eußenheim Obersfeld                      | 1611–12 1759–62   | Saalkirche mit eingezogenem Dreiseitchor und quadratischem Chorseitenturm mit hohem Spitzhelm, nachgotisch, 1611–12, barocke Erweiterung 1759–62 |
|           |         | St. Ottilie                                     | röm.-kath.              | Eußenheim Schönarts                      | 12./13. Jh. 1600  | Saalkirche mit Satteldach und Pyramidendach-Dachreiter sowie eingezogenem quadratischem Chor, im Kern romanisch, 12./13. Jh., nachgotischer Umbau um 1600 |
|           |         | St. Johannes der Täufer                         | röm.-kath.              | Fellen                                   | 1875              | Saalkirche mit Satteldach und eingezogenem Dreiseitchor sowie schmalem Fassadenturm mit verschiefertem Spitzhelm, gegliederte Sandsteinquaderfassade, neugotisch, 1875 |
|           |         | Mariä Geburt                                    | röm.-kath.              | Fellen Rengersbrunn                      | 1777              | Saalkirche mit eingezogenem Chor sowie Ostturm mit verschieferter Zwiebelhaube, Putzmauerwerk mit Sandsteingliederungen und Blendfassade, Rokokoklassizismus, nach Plänen von Joh. Philipp Geigel, 1777 |
|           |         | St. Kilian                                      | röm.-kath.              | Fellen Wohnrod                           | 1765              | Saalkirche mit eingezogenem Dreiseitchor, Satteldach und Chorreiter mit Pyramidendach, Rokoko, bezeichnet „1765“ |
|           |         | St. Bartholomäus                                | röm.-kath.              | Frammersbach                             | 1874–50 (14. Jh.) | Ehemalige Wehrkirche, Saalkirche mit Satteldach und eingezogener Polygonalapsis aus Sandsteinquadermauerwerk mit Maßwerkfenstern am Langhaus, sowie vorgesetztem verputztem Turm mit Zeltdach, Turm mit gotischem Unterbau 14./15. Jahrhundert und Renaissance-Obergeschoss um 1559, neugotisches Langhaus, Johann Schönmann, 1847–50 |
|           |         | Friedenskirche                                  | ev.-luth.               | Frammersbach                             | 1975              | |
|           |         | St. Thekla                                      | röm.-kath.              | Frammersbach Habichsthal                 | 1926 (1726)       | Saalkirche mit eingezogenem Rechteckchor und Walmdach, Giebelreiter mit Zwiebelhaube, unverputztes Sandsteinmauerwerk, barockisierender Heimatstil unter Verwendung der ehemaligen barocken Eingangsseite mit Portal (bezeichnet „1726“) und Figurennische, Johann Adam Rüppel, bezeichnet „1926“ |
|           |         | Hl. Kreuz „Kreuzkapelle“                        | röm.-kath.              | Frammersbach Hofraith                    | 1681 (15. Jh.)    | Saalkirche mit eingezogenem Dreiseitchor und Dachreiter mit Haubendach, Putzfassade mit sparsamen Sandsteingliederungen, gotisch, 15./16. Jahrhundert, Umbau bezeichnet „1681“ |
|           |         | St. Peter und Paul                              | röm.-kath.              | Gemünden am Main                         | 1488 1948/49      | Zweischiffige Chorturmkirche mit niedrigem Seitenschiff und Sattel- bzw. Pultdach sowie Giebelreiter, eingezogener Chorturm mit polygonaler Apsis und verschiefertem Spitzhelm mit vier Scharwachttürmchen, Putzmauerwerk mit Sandsteingliederungen, gotischer Turmunterbau und Chorschluss 1488, ansonsten kompletter Wiederaufbau nach Kriegszerstörung als freie Rekonstruktion in der alten Kubatur unter Hinzufügung des Seitenschiffes und einer eingeschossigen Tordurchfahrt, 1948/50                                       |
|           |         | Christuskirche                                  | ev.-luth.               | Gemünden am Main                         | 1909/10           | Unsymmetrische Anlage aus verschiedenen Gebäudeteilen mit diversen Dachformen sowie zwei unterschiedlich gestalteten Türmen mit gebrochenem Pyramidendach bzw. gestreckter Haube mit Laterne, offene Rundbogenvorhalle über hoher Substruktion und vorliegende Freitreppenanlage am Hang, Putzmauerwerk mit Werksteinrahmungen sowie Rustikasockel, historisierender Jugendstil, 1909/10 |
|           |         | Allerheiligste Dreifaltigkeit                   | röm.-kath.              | Gemünden am Main                         | 1953–54           | Über trapezförmigem Grundriss, Westfassade als Lamellen-Fensterwand geöffnet, Dach zum Altarraum hin abgesenkt, Camapanile mit Flachdach 1953–1954 von Hans Schädel unter Mitarbeit von Friedrich Ebert und Albin Amann, Ausmalung von Buja Bingemer |
|           |         | St. Leonhard                                    | röm.-kath.              | Gemünden am Main Adelsberg               | 1732 1335         | Chorturmkirche mit eingezogenem Chor und Satteldach sowie niedriger Chorturm mit Zeltdach, Putzmauerwerk mit Sandsteingliederungen, gotisches Turmuntergeschoss 1335, barockes Langhaus bezeichnet „1732“ |
|           |         | Patrona Bavariae                                | röm.-kath.              | Gemünden am Main Aschenroth              | 1922–23           | Saalkirche mit eingezogenem Chor und Walmdach sowie Giebelreiter mit Zwiebelhaube und Laterne, Fassade mit integrierter Vorhalle hinter Rundbogenarkade, Putzmauerwerk mit Sandsteinrustika-Gliederung, barockisierender Heimatstil, 1922/23 |
|           |         | St. Antonius                                    | röm.-kath.              | Gemünden am Main Harrbach                | 1678              | Saalkirche mit eingezogenem Dreiseitchor und Satteldach sowie Giebelfassade mit Zeltdach-Giebelreiter, Putzmauerwerk mit geohrten Sandsteinrahmungen, barock, bezeichnet „1678“ |
|           |         | St. Michael                                     | röm.-kath.              | Gemünden am Main Hofstetten              | 1606–10           | Saalkirche mit fluchtendem Dreiseitchor und Satteldach sowie stark vortretendem Fassadenturm mit Spitzhelm, Putzmauerwerk mit Maßwerkfenstern, nachgotisch, 1606–1610, bezeichnet „1614“ |
|           |         | St. Wendelin                                    | röm.-kath.              | Gemünden am Main Langenprozelten         | 1928              | Saalkirche mit eingezogenem Halbrundchor und Satteldach sowie schwach vortretendem Fassadenturm mit Haube und Laterne, unverputztes Bruchsteinmauerwerk mit Sandsteinrahmungen, neobarock, Johann Adam Rüppel, bezeichnet „1928“ |
|           |         | St. Egidius                                     | röm.-kath.              | Gemünden am Main Massenbuch              | 1702              | Saalkirche mit eingezogenem Dreiseitchor und Satteldach sowie Giebelreiter mit kurzer Haube und großer Laterne, Putzmauerwerk mit sparsamer Sandsteingliederung, barock, Hans Schmidt, bezeichnet „1702“ |
|           |         | Kreuz Erhöhung                                  | röm.-kath.              | Gemünden am Main Schaippach              | 1792              | Saalkirche mit eingezogenem Dreiseitchor und Satteldach, Portalfassade mit Schweifgiebel sowie Giebelreiter mit Glockendach, Putzmauerwerk mit Sandsteingliederungen, spätbarock, bezeichnet „1792“ |
|           |         | Klosterkirche Mariä Empfängnis                  | röm.-kath.              | Gemünden am Main Schönau                 | 13. Jh. 1699–1711 | Saalkirche mit eingezogenem Chor und geradem Chorschluss, Satteldach mit Haubendach-Giebelreiter, Putzmauerwerk mit Sandsteinkanten und Strebepfeilern entlang der Südseite, im Kern frühgotisch, zweite Hälfte 13. Jahrhundert, barocke Umgestaltung 1699–1711 |
|           |         | St. Jakob der Ältere                            | röm.-kath.              | Gemünden am Main Seifriedsburg           | 1952 1744         | Saalkirche mit eingezogenem Dreiseitchor unter Einbeziehung des Dreiseitchores der Vorgängerkirche als Annexkapelle, kurzer Verbindungsbau zum schlichten Campanile mit Pyramidendach, Putzmauerwerk mit Sandsteinrahmungen, Konservative Moderne, 1952, ehemaliger Barockchor 1744 |
|           |         | Mariä Himmelfahrt Alte Kirche                   | röm.-kath.              | Gemünden am Main Wernfeld                | 1484 1612         | Chorturmkirche mit Satteldach und Spitzhelm, Putzmauerwerk mit Maßwerkfenstern, spätgotischer Turm bezeichnet „1484“, nachgotisches Langhaus und Turmerhöhung 1612 |
|           |         | Mariä Himmelfahrt Neue Kirche                   | röm.-kath.              | Gemünden am Main Wernfeld                | 1968              | Zweigeschossiger Flachdachbau mit Lichtbändern, Stahlbeton, 1968 |
|           |         | St. Radegundis                                  | röm.-kath.              | Gössenheim                               | 1614 1393         | in Neubau einbezogener Chorturm, verputzter Bau auf quadratischem Grundriss mit Maßwerkfenstern und hohem verschiefertem Spitzhelm, gotischer Unterbau 1393, nachgotische Aufstockung bez. 1614 |
|           |         | St. Hubertus                                    | röm.-kath.              | Gössenheim Sachsenheim                   | 1732–33           | Saalkirche mit eingezogenem Dreiseitchor und Satteldach sowie Giebelreiter mit Zwiebelhaube, Putzmauerwerk mit geohrten Sandsteinrahmungen, barock, 1732–33 |
|           |         | Hll. Schutzengel Alte Kirche                    | (röm.-kath.) profaniert | Gräfendorf                               | 1867–70           | Saalkirche mit eingezogenem Dreiseitchor, Satteldach und schwach vortretendem Fassadenturm mit Spitzhelm, Putzmauerwerk mit Sandsteingliederungen, neuromanisch, 1867–70; Entweihung 1967 |
|           |         | Hll. Schutzengel Neue Kirche                    | röm.-kath.              | Gräfendorf                               | 1966–67           | Moderner Kirchenbau mit freistehendem Campanile |
|           |         | Michaelskirche                                  | ev.-luth.               | Gräfendorf                               | 1952              | |
|           |         | St. Martin                                      | röm.-kath.              | Gräfendorf Michelau an der Saale         | 1765              | Saalkirche mit eingezogenem Dreiseitchor und Satteldach sowie Blendfassade mit Schweifgiebel und Giebelreiter mit Zwiebelhaube, Putzmauerwerk mit geohrten Sandsteinrahmungen, Rokoko, bezeichnet „1765“ |
|           |         | St. Laurentius                                  | röm.-kath.              | Gräfendorf Schonderfeld                  |                   | Saalkirche mit eingezogenem Dreiseitchor und Satteldach sowie Blendgiebelfassade mit schwach vortretendem Turm mit Zwiebelhelm und Laterne, Putzmauerwerk mit Sandsteingliederungen, barock, bezeichnet „1748“ |
|           |         | St. Johannes der Täufer                         | röm.-kath.              | Gräfendorf Weickersgrüben                | 16. Jh 18. Jh.    | Chorturmkirche mit asymmetrischem Satteldach, und Turm mit Pyramidenhelm, Putzmauerwerk mit Sandsteinrahmungen, Turm 16. Jahrhundert (Rest einer Befestigungsanlage), Langhaus 18. Jahrhundert, Erweiterung erste Hälfte 19. Jahrhundert |
|           |         | St. Wolfgang                                    | röm.-kath.              | Gräfendorf Wolfsmünster                  | 1734 13. Jh.      | Saalkirche mit eingezogenem Dreiseitchor und Satteldach sowie Blendgiebelfassade, seitlicher Turm mit Spitzhelm und spitzbogigen Biforienfenstern, Putzmauerwerk mit Sandsteingliederungen, frühgotischer Turm zweite Hälfte 13. Jahrhundert, barockes Langhaus bezeichnet „1734“ |
|           |         | St. Jakobus der Ältere                          | röm.-kath.              | Hafenlohr                                | 1814 (17. Jh.)    | Saalkirche mit eingezogenem Dreiseitchor und einseitig abgewalmtem Satteldach sowie seitlichem Turm mit Spitzhelm, Putzfassade mit Sandsteingliederungen, klassizistisches Kirchenschiff bez. 1814, von Friedrich Streiter, Turm im Kern frühes 17. Jh. |
|           |         | St. Cyriakus                                    | röm.-kath.              | Hafenlohr Windheim                       | 1962              | Verzogenes Oktogon mit verkürztem Rhombendach über Substruktion mit seitlichen Anbauten sowie Turm mit flachem Satteldach, Stahlbetonbau mit Sandsteinverkleidung, Nachkriegsmoderne, bez. 1962 |
|           |         | St. Johannis                                    | ev.-luth.               | Hasloch                                  | 1843              | Saalkirche mit eingezogenem Rechteckchor und Satteldach sowie eingebautem Eckturm mit Pyramidendach, unverputztes Sandsteinmauerwerk, romanisierender Rundbogenstil, 1843 |
|           |         | St. Josef                                       | röm.-kath.              | Hasloch                                  | 1958              | Pultdachbau über gerundetem Dreiecksgrundriß mit Glockenturm, Stahlbetonbau mit rustizierender Sandsteinverblendung, Nachkriegsmoderne, Hans Schädel, 1958 |
|           |         | St. Jakobus d. Ä.                               | röm.-kath.              | Himmelstadt                              | 1613              | Saalbau mit eingezogenem Dreiseitchor und schlankem Chorflankenturm mit verdrehtem Spitzhelm, Putzmauerwerk mit Sandsteingliederungen, nachgotisch, 1613, spätbarocker Umbau 1788 |
|           |         | Weinbergkapelle Maria an der Kelter             | röm.-kath.              | Himmelstadt                              | 1994              | |
|           |         | St. Vitus                                       | röm.-kath.              | Karbach                                  | 1614 (12. Jh.)    | Saalkirche mit Satteldach und eingezogenem Dreiseitchor, quadratischer Chorflankenturm mit Haube und Laterne, westliche Vorhalle mit Treppengiebel, romanischer Turmunterbau 12./13. Jahrhundert, gotischer Aufbau zweite Hälfte 15. Jahrhundert, spätbarockes Obergeschoss mit Haube 1779, nachgotisches Langhaus bezeichnet „1614“, neugotische Vorhalle zweite Hälfte 19. Jahrhundert |
|           |         | Stadtpfarrkirche St. Andreas                    | röm.-kath.              | Karlstadt                                | 13. Jh            | dreischiffige Pseudobasilika mit Querhaus und eingezogenem 5/8-Chor, vorgestellter Turm mit Spitzhelm und offener Erdgeschosshalle, Putzmauerwerk mit Sandsteingliederungen und Steinmetzarbeiten, spätromanischer Turm mit Westportal 1. Hälfte 13. Jahrhundert, nachgotische Aufstockung mit Spitzhelm um 1600, Vollendung des gotischen Chores 1386, gotisches Querschiff ab 1386, spätgotisches Langhaus um 1481–1531 |
|           |         | Johanneskirche                                  | ev.-luth.               | Karlstadt                                | 1904              | Saalbau mit Satteldach und eingezogenem Chor sowie seitlichem polygonalem Turm mit geschweiftem Haubendach, winkelförmig anschließendes zweigeschossiges Gemeindehaus mit Satteldach und haubengedeckten Gauben in der Art des Kirchturms, Putzfassaden mit Sandsteinrahmungen, Heimatstil, 1904 |
|           |         | Spitalkirche St. Jakobus                        | röm.-kath.              | Karlstadt                                | 1438              | Saalkirche mit eingezogenem Chor und Satteldach sowie verschiefertem Giebelreiter mit Spitzhelm, Putzmauerwerk mit Masswerkfenstern, gotisch um 1438, spätrenaissancezeitliches Halbsäulenportal um 1600, Langhauserhöhung um 1612 |
|           |         | Hl. Familie                                     | röm.-kath.              | Karlstadt Siedlung                       | 1967              | Moderner Betonbau mit freistehendem Glockenturm |
|           |         | St. Wendelin                                    | röm.-kath.              | Karlstadt Erlenbach                      | 19. Jh.           | Saalkirche mit fluchtendem Dreiseitchor sowie Giebelreiter mit Pyramidendach über Eingangsfassade, Rotsandstein-Quadermauerwerk mit gelben Sandsteinrahmungen, neugotisch, 2. Hälfte 19. Jahrhundert |
|           |         | St. Bartholomäus                                | röm.-kath.              | Karlstadt Gambach                        | 1747              | Saalkirche mit eingezogenem Chor und Satteldach sowie Giebelreiter mit Haubendach, Putzmauerwerk mit geohrten Sandsteinrahmungen, barock, 1747 |
|           |         | St. Michael                                     | röm.-kath.              | Karlstadt Heßlar                         | 1693–98           | Saalkirche mit eingezogenem Dreiseitchor und Satteldach mit Haubendach-Dachreiter, Putzmauerwerk mit Segmentbogenrahmungen und Portalfassade, barock, 1693/98 |
|           |         | St. Johannes der Täufer                         | röm.-kath.              | Karlstadt Karlburg                       | 1960 15. Jh.      | von der ehemaligen Kirche Westbau mit Satteldach und Turm mit Spitzhelm, spätgotisch, 15.–16. Jahrhundert, Umbau bezeichnet 1612, nachgotischer Turmhelm um 1615, miteinbezogen in Kirchenneubau, dreischiffiger Stahlbetonbau mit Satteldach und Sandstein-Fassadenverkleidung, 1960 |
|           |         | St. Ägidius                                     | röm.-kath.              | Karlstadt Laudenbach                     | 1613              | Saalkirche mit eingezogenem Dreiseitchor und Satteldach sowie Westturm mit überschlanker verdrehter spitze, Putzmauerwerk mit Masswerkfenstern, nachgotisch, 1613 |
|           |         | Hll. Vierzehn Nothelfer                         | röm.-kath.              | Karlstadt Mühlbach                       | 1493              | Saalkirche mit eingezogenem flach schließendem Chor und Satteldach sowie Dachreiter mit Spitzhelm, Putzmauerwerk mit Masswerkfenstern, spätgotisch, 1493 mit älterem Kern, Renovierung 1598, nachgotischer Umbau bezeichnet 1614, letztes Langhausjoch 18. Jahrhundert, moderne Anbauten |
|           |         | St. Valentin                                    | röm.-kath.              | Karlstadt Rohrbach                       | 1778              | Chorturmkirche mit Satteldach sowie Chorturm mit welscher Haube, Blendgiebelfassade mit Figuren und Vasenbekrönungen, Putzfassade mit Sandsteinrahmungen, spätbarock, Joh. Philipp Geigel, bezeichnet 1778 |
|           |         | Mariä Himmelfahrt                               | röm.-kath.              | Karlstadt Stadelhofen                    | 1712–79           | Chorturmkirche mit Satteldach und Turm mit Haubendach, Putzmauerwerk mit Sandsteinrahmungen und vermauerter Wappentafel, barock, 1712 an Stelle des zerfallenen Voit von Rieneckschen Schlosses, Turmobergeschoß in Sandsteinquadermauerwerk, spätbarock, 1779 |
|           |         | St. Albanus                                     | röm.-kath.              | Karlstadt Stetten                        | 1964–65 16. Jh.   | moderner Flachsatteldachbau mit Fassadenverkleidung aus Naturstein und Backsteinbänderungen sowie großem Okkulusfenster, einbezogener Rechteckchor und seitlicher quadratischer Turm mit verdrehtem Spitzhelm der Vorgängerkirche in Putzmauerwerk mit Sandsteingliederungen, spätgotisch, Anfang 16. Jahrhundert, Kirchenschiff der Nachkriegsmoderne 1964/65 |
|           |         | Mariä Himmelfahrt                               | röm.-kath.              | Karlstadt Wiesenfeld                     | 1610–73 1905      | dreischiffige Basilika mit Satteldach sowie Stummelquerhäusern mit Zwillingswalmdächern, eingezogener Chor mit Dreiseitschluss und Chorflankenturm mit Spitzhelm von der Vorgängerkirche übernommen, Putzmauerwerk mit Sandsteingliederungen und reichem Eingangsportal, nachgotischer Turm 1610, Chor bezeichnet 1673, neugotisches Langhaus 1905 |
|           |         | St. Gertrud                                     | röm.-kath.              | Karsbach                                 | 1726              | Saalkirche mit eingezogenem Dreiseitchor und Satteldach sowie Fassadenturm mit Haube und Laterne, Putzmauerwerk mit Sandsteingliederungen, barock, 1726 |
|           |         | Evangelische Kirche                             | ev.-luth.               | Karsbach Heßdorf                         | 1741              | Saalkirche mit Satteldach und eingezogenem Dreiseitchor sowie Fassadenturm mit Haubendach und Laterne, Putzmauerwerk mit Sandsteingliederungen, barock, 1741 |
|           |         | Evangelische Kirche                             | ev.-luth.               | Karsbach Höllrich                        | 1706              | Saalkirche mit eingezogenem Dreiseitchor und Satteldach sowie Chorreiter mit Zwiebelhaube, Putzmauerwerk mit Sandsteingliederungen, barock, bezeichnet „1706“ |
|           |         | St. Albanus                                     | röm.-kath.              | Karsbach Weyersfeld                      | 1740              | Saalkirche mit eingezogenem Dreiseitchor und Satteldach sowie Chorreiter mit Zwiebelhaube, Putzmauerwerk mit Sandsteinrahmungen, barock, bezeichnet „1740“ |
|           |         | Kreuzkirche                                     | ev.-luth.               | Kreuzwertheim                            | 12.–14. Jh.       | Saalkirche mit eingezogenem Rechteckchor und seitlichem Chorflankenturm mit welscher Haube und Laterne, Langhaus im Kern romanisch, 12./13. Jahrhundert, Chor bezeichnet 1443, Turm im Kern frühgotisch, 13. /14. Jahrhundert, nachgotische Turmaufstockung 1600, Umbau, barock 1753 |
|           |         | Hl. Kreuz                                       | röm.-kath.              | Kreuzwertheim                            |                   | |
|           |         | St. Antonius von Padua                          | röm.-kath.              | Kreuzwertheim Röttbach                   | 1792 1927         | dreischiffige Basilika mit eingezogenem Dreiseitchor und Satteldach, seitlicher Turm mit welscher Haube, Putzmauerwerk mit Sandsteingliederungen, barocker Chor bezeichnet 1792, neobarockes Langhaus mit Turm 1927 |
|           |         | St. Markus                                      | röm.-kath.              | Kreuzwertheim Unterwittbach              | 1683–84           | Saalkirche mit fluchtendem Dreiseitchor und Satteldach, seitlicher Turm mit welscher Haube und Laterne, Putzmauerwerk mit Sandsteinrahmungen, barockes Langhaus 1683–84, neubarocker Turm um 1900, Sakristei bezeichnet 1934 |
|           |         | St. Josef                                       | röm.-kath.              | Kreuzwertheim Wiebelbach                 | 1937–39           | |
|           |         | Stadtpfarrkirche St. Michael                    | röm.-kath.              | Lohr am Main                             | 13. Jh.           | Gotische Hallenkirche Sakristei 12. Jahrhundert, Langhaus 13. Jahrhundert, Chor und Turm zweite Hälfte 15. Jahrhundert |
|           |         | Auferstehungskirche                             | ev.-luth.               | Lohr am Main                             | 1934              | |
|           |         | Klosterkirche St. Joseph                        | röm.-kath.              | Lohr am Main                             | 1692              | Saalkirche mit Halbwalmdach und flach schließendem Chor sowie Dachreiter mit Spitzhelm, schlichte Putzfassade mit einfachen Sandsteingliederungen, Barock, bezeichnet „1692“; mit Ausstattung (u. a. Figuren der Karfreitagsprozession) |
|           |         | St. Pius                                        | röm.-kath.              | Lohr am Main Lindigsiedlung              | 1960–1961         | Pfarrkirche der Lindigsiedlung, erbaut nach Plänen von Hans Schädel. Kirchenraum in Form eines gleichschenkligen Dreiecks. Der Raum steigt vom niedrigen dunklen hinteren Teil stark bis zum lichtdurchfluteten Altarraum an. Unter dem Altarraum Krypta. Ausstattung aus der Erbauungszeit u.a von Lukas Gastl und Otto Sonnleitner. Ensemble aus Kirche, Pfarrhaus und Pfarrheim. |
|           |         | St. Michael                                     | röm.-kath.              | Lohr am Main Halsbach                    | 1953              | Satteldachbau mit eingezogenem Rechteckchor und wuchtigem Chorflankenturm mit Satteldach, unverputztes Sandsteinmauerwerk, Konservative Moderne, 1953, mit Ausstattung der alten Kirche Mariä Himmelfahrt |
|           |         | Wallfahrtskirche Mariä Heimsuchung              | röm.-kath.              | Lohr am Main Mariabuchen                 | 1692–1701         | Saalkirche mit geschweifter Blendgiebelfassade und eingezogenem Dreiseitchor sowie Chorflankenturm mit Zwiebelhaube und Laterne, barock, Christoph Nemlich, 1692–1701 |
|           |         | St. Jakobus                                     | röm.-kath.              | Lohr am Main Pflochsbach                 | 1200 1839         | Chorturmkirche mit Satteldach sowie quadratischem Chorturm mit Eckstrebepfeilern und hohem Spitzhelm, im Kern romanischer Chor um 1200, nachgotischer Turmaufbau bezeichnet „1614“, Langhaus 1839 von Johann Schönmann |
|           |         | St. Rochus                                      | röm.-kath.              | Lohr am Main Rodenbach                   | 1738              | Saalkirche mit Satteldach und eingezogenem Dreiseitchor sowie Chorreiter mit fein gegliedertem Haubendach, Putzmauerwerk mit Sandsteingliederungen, barock, bezeichnet „1738“ |
|           |         | St. Wendelin                                    | röm.-kath.              | Lohr am Main Ruppertshütten              | 1874              | Saalkirche mit Satteldach und eingezogenem 5/8-Chor sowie Chorflankenturm mit Spitzhelm, Sandsteinquaderfassade mit Portalvorbau und Strebepfeilern am Chor, neugotisch, 1874 |
|           |         | St. Bonifaz                                     | röm.-kath.              | Lohr am Main Sackenbach                  | 1928              | Saalkirche mit eingezogenem Rundchor und Satteldach sowie halb vortretendem Fassadenturm mit Zwiebelhaube und Laterne, unverputztes Sandsteinmauerwerk, neobarock, 1928 |
|           |         | St. Josef                                       | röm.-kath.              | Lohr am Main Sendelbach                  | 1971              | |
|           |         | St. Josef                                       | röm.-kath.              | Lohr am Main Steinbach                   | 1719–21           | Saalkirche mit eingezogenem Dreiseitchor und bewegter Turmfassade mit Haubendach, Putzmauerwerk mit Sandsteingliederung, barock, Joseph Greising 1719–21 |
|           |         | St. Peter und Paul                              | röm.-kath.              | Lohr am Main Wombach                     | 1965              | |
|           |         | Stadtpfarrkirche St. Laurentius                 | röm.-kath.              | Marktheidenfeld                          | 1613–14 (12. Jh.) | Dreischiffige Basilika mit Satteldach und eingezogenem Dreiseitchor sowie Chorflankenturm mit Zwiebelhaube und Laterne, Blendgiebelfassade mit Figurennischen, Turmuntergeschoss und Rundapsis der ursprl. romanischen Chorturmkirche 12./13. Jh., nachgotischer Umbau zur Saalkirche 1613/14, Verlängerung und barocke Westfassade 1736, Erweiterung zur Basilika durch Anbau der Seitenschiffe 1857 |
|           |         | Friedenskirche                                  | ev.-luth.               | Marktheidenfeld                          | 1870              | Satteldachbau mit eingezogenem Polygonalchor sowie Giebelreiter mit Spitzhelm, Sandsteinquaderfassade mit Strebepfeilern und Spitzbogenöffnungen, neugotisch, zweite Hälfte 19. Jahrhundert |
|           |         | Christuskirche                                  | ev.-luth.               | Marktheidenfeld Glasofen                 | 1914              | Saalkirche mit Satteldach und eingezogenem Dreiseitchor, seitlicher Turm ins Achteck übergehend mit Zwiebelhaube, Neobarock, bezeichnet „1914“ |
|           |         | St. Barbara                                     | röm.-kath.              | Marktheidenfeld Marienbrunn              | 1869              | Einfacher Satteldachbau mit leicht eingezogenem Chor, Sandsteinfassade mit Spitzbogenöffnungen, neugotisch, 1869, im Chorbereich verändert, Turm modern |
|           |         | St. Michael                                     | ev.-luth.               | Marktheidenfeld Michelrieth              | 1495 1734-7       | Chorturmkirche mit Mansarddach und Chorturm mit hohem Spitzhelm, Putzfassade mit Sandsteinrahmungen, spätgotischer Chor bezeichnet „1495“, barockes Langhaus 1734–37 von Baumeister Günther aus Marktheidenfeld; |
|           |         | St. Michael                                     | röm.-kath.              | Marktheidenfeld Zimmern                  | 1835              | Satteldachbau mit eingezogener Rundapsis sowie Chorflankenturm mit Spitzhelm, Putzmauerwerk mit Werksteingliederungen, neuromanisch, bezeichnet „1835“ |
|           |         | St. Jakobus                                     | ev.-luth.               | Mittelsinn                               | 1734 14. Jh.      | Chorturmkirche mit Satteldach und hohem verschiefertem Spitzhelm, Putzmauerwerk mit Sandsteinrahmungen, gotischer Turm Anfang 14. Jahrhundert, nachgotische Erhöhung 1592, barockes Langhaus 1734, barocke Sakristei 1752 |
|           |         | St. Josef und Sebastian                         | röm.-kath.              | Neuendorf                                | 1717 1928         | Saalkirche mit eingezogenem Dreiseitchor, barock, 1717, Langhauserweiterung mit Walmdach und seitlichem Turm mit Zwiebelhaube, unverputztes Sandsteinmauerwerk, neobarock, bez. 1928 |
|           |         | St. Joseph                                      | röm.-kath.              | Neuhütten                                | 1926              | Saalkirche mit Walmdach und rundem Chorturm mit stark eingeschwungenem Kegelhelm und überkuppelter Laterne, Vorhalle auf dreieckigem Grundriss, bossiertes Sandsteinmauerwerk, gotisierender Expressionismus, 1926 |
|           |         | St. Michael und St. Gertraud                    | röm.-kath.              | Neustadt am Main                         | 12. Jh. 1858–75   | Ehemalige Klosterkirche, jetzt Pfarrkirche kreuzförmige, dreischiffige Basilika mit Rundapsis und zwei Osttürmen mit Giebeln und Zeltdächern, Bruchsteinmauerwerk mit Sandsteingliederungen, romanischer Kern 1. Hälfte 12. Jh., Sakristeianbau, nachgotisch, 1. Viertel 17. Jh., Brand 1857, veränderter neuromanischer Wiederaufbau auf teilweise erhaltenen Mauerresten nach Plänen von Heinrich Hübsch 1858–1875 |
|           |         | St. Michael                                     | röm.-kath.              | Neustadt am Main                         | 11. Jh. 1730      | Ehemalige Pfarrkirche, jetzt Friedhofskapelle Chorturmkirche mit Satteldach sowie quadratischem Chorturm mit Zwiebelhaube und Laterne, romanischer Chorturm im Kern 11. Jahrhundert, Langhaus frühes 17. Jahrhundert, barocker Umbau um 1730 |
|           |         | St. Johannes Baptist                            | röm.-kath.              | Neustadt am Main Erlach am Main          | 1950              | Neubau mit historischer Ausstattung |
|           |         | St. Jakobus                                     | röm.-kath.              | Obersinn                                 | 1858              | Saalkirche mit eingezogenem Dreiseitchor und Satteldach, schmaler Fassadenturm mit Spitzhelm, sparsam gegliedertes Sandsteinquadermauerwerk, neugotisch, 1858, modern verändert |
|           |         | Christuskirche                                  | ev.-luth.               | Partenstein                              | 1831              | Saalkirche mit Satteldach und leicht vortretendem Fassadenturm mit obeliskartigem Pyramidendach, Putzfassade mit strenger Sandsteingliederung, klassizistisch, bezeichnet mit „1831“, erbaut von Johann Schönmann nach Plänen von Johann Philipp Mattlener |
|           |         | St. Johannes der Täufer                         | röm.-kath.              | Partenstein                              | 1836              | Saalkirche mit Satteldach und Chorturm mit flachem Pyramidendach, Putzfassade mit sparsamen Sandsteinrahmungen, klassizistischer Rundbogenstil, Johann Schönmann, vermutlich ebenfalls nach einem Entwurf Johann Philipp Mattleners, 1836, Anbau 1972/73 |
|           |         | Mariä Heimsuchung                               | röm.-kath.              | Rechtenbach                              | 1914              | dreischiffige Stufenhalle über hohem Sockel, asymmetrische Giebelfassade mit seitlichem Turm und verschiefertem Spitzhelm, teilweise verputztes Sandsteinmauerwerk, neugotisch, 1914 |
|           |         | Mariä unbefleckte Empfängnis „Glasmacherkirche“ | röm.-kath.              | Rechtenbach                              | 1722              | Jetzt Friedhofskapelle, Saalbau mit fluchtendem Dreiseitchor und Chorreiter mit verschieferter Haube, Putzmauerwerk mit Sandsteinrahmungen, barock, 1722, Erweiterung 1806 |
|           |         | St. Andreas                                     | röm.-kath.              | Retzstadt                                | 1726–28 12. Jh.   | Saalbau mit Blendfassade und eingezogenem Dreiseitchor, Putzmauerwerk mit Sandsteingliederungen, barock, 1726–28, Chorflankenturm, romanisch, 2. Hälfte 12. Jahrhundert, Spitzhelm 1595 |
|           |         | Stadtpfarrkirche St. Johannes der Täufer        | röm.-kath.              | Rieneck                                  | 1809–12           | Saalkirche mit Satteldach und eingezogenem Dreiseitchor sowie Fassadenturm mit achtseitiger Kuppelhaube, gegliederte Sandsteinquaderfassade, klassizistisch, Wolfgang Streiter, bez. 1809–1812 |
|           |         | St. Cyriakus                                    | röm.-kath.              | Roden                                    | 1710 14. Jh.      | Saalkirche mit eingezogenem Dreiseitchor und Satteldach sowie quadratischem Chorflankenturm mit steilem Spitzhelm, Putzmauerwerk mit Sandsteingliederungen, Langhaus mit Chor, barock, bez. 1710, gotischer Turmunterbau 14./15. Jahrhundert, nachgotische Turmerhöhung Anfang 17. Jahrhundert |
|           |         | St. Hubertus                                    | röm.-kath.              | Roden Ansbach                            | 17. Jh.           | Chorturmkirche mit Satteldach und Turm mit breitgelagerter welsche Haube und Laterne, Putzfassade mit Sandsteinmaßwerkfenstern, nachgotisch frühes 17. Jahrhundert, barocke Turmaufstockung 17./18. Jahrhundert |
|           |         | Stadtpfarrkirche Mariä Himmelfahrt              | röm.-kath.              | Rothenfels                               | 1610–77           | Saalkirche mit Satteldach und eingezogenem Dreiseitchor sowie Chorflankenturm mit Zwiebelhaube und Laterne, Putzfassade mit Spitzbogenöffnungen und Masswerkfenstern, nachgotisch, Peter Meurer, 1610–11, barocker Turm 1750 von Paulus Hahn |
|           |         | St. Josef der Arbeiter                          | röm.-kath.              | Rothenfels Bergrothenfels                | 1959–60           | |
|           |         | St. Heinrich und Margareta                      | röm.-kath.              | Schollbrunn                              | 1887–88           | Saalkirche mit eingezogenem Chor, runder Apsis und Satteldach sowie Fassadenturm mit kurzem Spitzhelm, unverputztes Hausteinmauerwerk mit Werksteingliederungen, neuromanisch, 1887–88 |
|           |         | Martin-Luther-Kirche                            | ev.-luth.               | Schollbrunn                              | 1896              | Saalkirche mit eingezogenem Dreiseitchor und flach vortretendem Fassadenturm mit Spitzhelm, zurückhaltend gegliederte Sandsteinquaderfassade, neugotisch, 1896 |
|           |         | Mariä Himmelfahrt und St. Bartholomäus          | röm.-kath.              | Steinfeld                                | 1614              | Saalkirche mit eingezogenem Rechteckchor und Walmdach sowie quadratischem Chorflankenturm mit steilem gedrehtem Spitzhelm, Putzfassade mit Maßwerkfenstern und vermauerten Grabplatten des 16./17. Jahrhundert, nachgotisch, bez. 1614, neugotische Erweiterung 1842 |
|           |         | St. Cyriakus                                    | röm.-kath.              | Steinfeld Hausen                         | 1815–17           | Saalkirche mit Satteldach und eingezogenem Chor sowie schwach vortretendem Fassadenturm mit steilem Pyramidendach, Putzfassade mit Sandsteingliederungen, klassizistisch, 1815–1817, neoklassizistische Turmerhöhung 1879 |
|           |         | St. Georg                                       | ev.-luth.               | Thüngen                                  | 17. Jh.           | Saalkirche mit eingezogenem Dreiseitchor und Satteldach, Chorflankenturm mit Spitzhelm, Putzmauerwerk mit Sandsteingliederungen, nachgotisch, 17. Jahrhundert, barocker Ausbau im 18. Jahrhundert |
|           |         | St. Kilian                                      | röm.-kath.              | Thüngen                                  | 1971              | |
|           |         | St. Peter und Paul                              | röm.-kath.              | Triefenstein Kloster Triefenstein        | 1687–94 12. Jh.   | Saalkirche mit Satteldach und geschweifter Blendgiebelfassade sowie eingezogenem Chor mit fünfseitigem Chorschluss, Chorflankentürme mit Zwiebelhauben und Laternen, Putzfassade mit Sandsteingliederungen, Barock, 1687–94, romanischer Turmunterbau 12./13. Jh. |
|           |         | St. Burkhard                                    | röm.-kath.              | Triefenstein Homburg am Main             | 1833              | Saalkirche mit Walmdach auf rechteckigem Grundriss und fluchtendem Turm mit kurzem Steinhelm, Sandsteinquader mit flachen Gliederungen, neuromanisch, Johann Gottfried Gutensohn, 1833 |
|           |         | St. Jakobus d. Ä.                               | röm.-kath.              | Triefenstein Lengfurt                    | 1702–07           | Saalbau mit eingezogenem Chor und Chorflankenturm, 1702–07, der Westteil des Langhauses vom Vorgängerbau 1612/13 |
|           |         | St. Ulrich                                      | röm.-kath.              | Triefenstein Rettersheim                 | 1923              | Saalkirche mit weit herunter gezogenem Satteldach und eingezogenem Rechteckchor, eingezogener querrechteckiger Turm mit Arkadenobergeschoss und Satteldach, gotisierender Expressionismus, bez. 1923 |
|           |         | St. Georg                                       | röm.-kath.              | Triefenstein Trennfeld                   | 1614              | Saalkirche mit eingezogenem Dreiseitchor und Strebepfeilern sowie Chorflankenturm mit Spitzhelm, Putzfassade mit Sandstein-Maßwerk, nachgotisch, bez. 1614, vergrößert |
|           |         | Maria vom Berge Karmel                          | röm.-kath.              | Urspringen                               | 1844              | Chorturmkirche mit Satteldach und Vorhalle sowie dachreiterartigem Achteckturm mit Spitzhelm, Putzfassade mit Sandsteingliederungen neuromanisch, unter Beteiligung von Johann Gottfried Gutensohn, 1844 |
|           |         | St. Andreas                                     | röm.-kath.              | Wiesthal                                 | 1599              | Saalkirche mit fluchtendem Dreiseitchor und Satteldach mit Haubendachreiter, Putzfassade mit Sandsteinrahmungen und Wappenstein, nachgotisch, bez. 1599, Wappenstein bez. 1600, Anbau 1975 |
|           |         | Herz Jesu                                       | röm.-kath.              | Wiesthal Krommenthal                     | 1959–61           | |
|           |         | St. Georg                                       | röm.-kath.              | Zellingen                                | 1717 1785–87      | Saalbau mit eingezogenem Rechteckchor sowie diesem vorgestellt ein dreigeschossiger Turm mit Haube und Laterne, geschweifter Blendgiebel mit Figurennischen, vom ursprünglichen Schlossbau noch die dreigeschossig gegliederten Fassaden der Langhausseiten erhalten, barocker Kernbau 1717, Umbau zur klassizistischen Kirche und Hinzufügung von Turm und Blendgiebel nach Plänen von Johann Philipp Geigel 1785–1787 |
|           |         | Maria Hilf                                      | röm.-kath.              | Zellingen                                | 1682              | Friedhofskirche Saalbau mit eingezogenem Dreiseitchor sowie Dachreiter mit Spitzhelm, Anbauten mit Zelt, bzw. Haubendach, barock, bezeichnet „1682“ |
|           |         | St. Margaretha                                  | röm.-kath.              | Zellingen Duttenbrunn                    | 17. Jh. 1936      | Ursprünglich Saalkirche mit eingezogenem quadratischem Walmdach-Chor im Osten und vorgestelltem Westturm mit Pyramidendach, spätere Aufweitung und Neuausrichtung durch Abbruch der südlichen Langhauswand und Anbau einer dreischiffigen Staffelhalle mit Satteldach und eingezogenem Dreiseitchor im Süden, Putzmauerwerk mit Sandsteingliederungen, ehemaliger romanischer Chor zweite Hälfte 12. Jahrhundert, Turm und wohl auch das Langhaus, spätes 17. Jahrhundert, Langhausumbau mit dreischiffiger Halle bezeichnet „1936“ |
|           |         | St. Laurentius                                  | röm.-kath.              | Zellingen Retzbach                       | 1736–40           | Saalkirche mit eingezogenem Dreiseitchor und Turmfassade mit Volutengiebel sowie halb vorspringendem Fassadenturm mit Zwiebelhaube und Laterne, Putzmauerwerk mit Sandsteingliederungen und Figurennische, unter Leitung von Balthasar Neumann, barock, 1736–1740 |
|           |         | Wallfahrtskirche Maria im Grünen Tal            | röm.-kath.              | Zellingen Retzbach                       | 1340 1969         | Dreischiffige Hallenkirche mit Zwerchgiebeln und eingezogenem 5/8-Chor sowie erhöhtem Chordach mit Zwiebelhauben-Dachreiter, westliche Giebelfassade mit zwei seitlichen polygonalen Treppentürmen mit Zwiebelhauben, gotischer Chor um 1340, Westfassade mit Türmen 17. Jahrhundert, Langhausneubau in angepasster Nachkriegsmoderne durch Hans Schädel 1969 |